# Бедленд

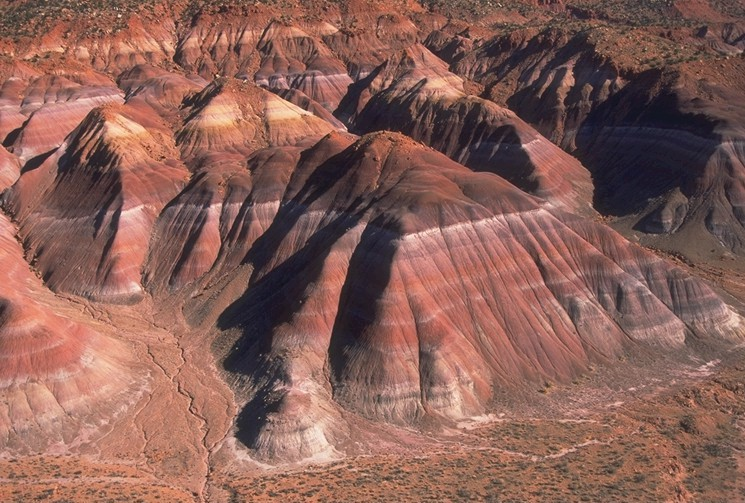
«Дурные земли» Чинле, национальный памятник Гранд-Стеркейз-Эскаланте, штат Юта, США

Бедленд (бэдленд, от англ. badlands, дословно — «дурные, плохие, бесплодные земли») — вид сухого рельефа, где наиболее мягкие осадочные породы и богатые глиной почвы были подвержены обширной ветряной и водной эрозии. Для них характерны крутые склоны, минимальное присутствие растительности, недостаток реголита и развитый процесс вымывания. Они могут напоминать мальпу, то есть местность, сложенную вулканическими породами. Каньоны, ущелья, овраги, вершины, мезы, худу и другие подобные геологические формы типичны для бедлендов. Такой рельеф непригоден для хозяйственной деятельности, откуда и происходит название.

## Описание
Бедленд возникает в результате размыва (эрозии) глиняных пород ветром и сезонными ливневыми потоками. Чрезвычайно сложен для передвижения. Бедленд часто окрашен в самые разнообразные цвета, от чёрных и красных до светлых глин.
Бедленды частично характеризуются тонкими слоями реголита. Профили реголита бесплодных земель в засушливом климате могут быть похожи друг на друга. В этих районах верхний слой (~1—5 см или 0,4—2,0 дюйма) обычно состоит из ила, глинистого сланца и песка (побочные продукты выветривания сланца). Этот слой может представлять собой либо плотную корку, либо более рыхлое, неравномерное скопление обломков, внешне напоминающих попкорн. Под верхним слоем расположен подслой (~5—10 см или 2,0—3,9 дюйма), ниже которого находится переходный осколочный слой (~10—40 см или 3,9—15,7 дюйма), образованный в основном из рыхлых кусочков сланца, после которого идёт слой глинистых сланцев, которые не были подвержены воздействию атмосферных осадков.
В менее засушливых регионах профиль реголита может значительно различаться. Некоторые бедленды вообще не имеют слоя реголита, вместо этого они покрыты такими горными породами, как песчаник. Для других характерен реголит, покрытый глиняным налётом или же биологическим покрытием из водорослей или лишайников. В дополнение к отсутствию значительного реголита, они также имеют недостаток растительности. Отсутствие растительности вполне может быть результатом отсутствия реголита.
Бедленд — один из самых изменяющихся рельефов, поэтому многие палеонтологические находки были сделаны именно в бедленде, после вымывания очередного слоя почвы.

## География

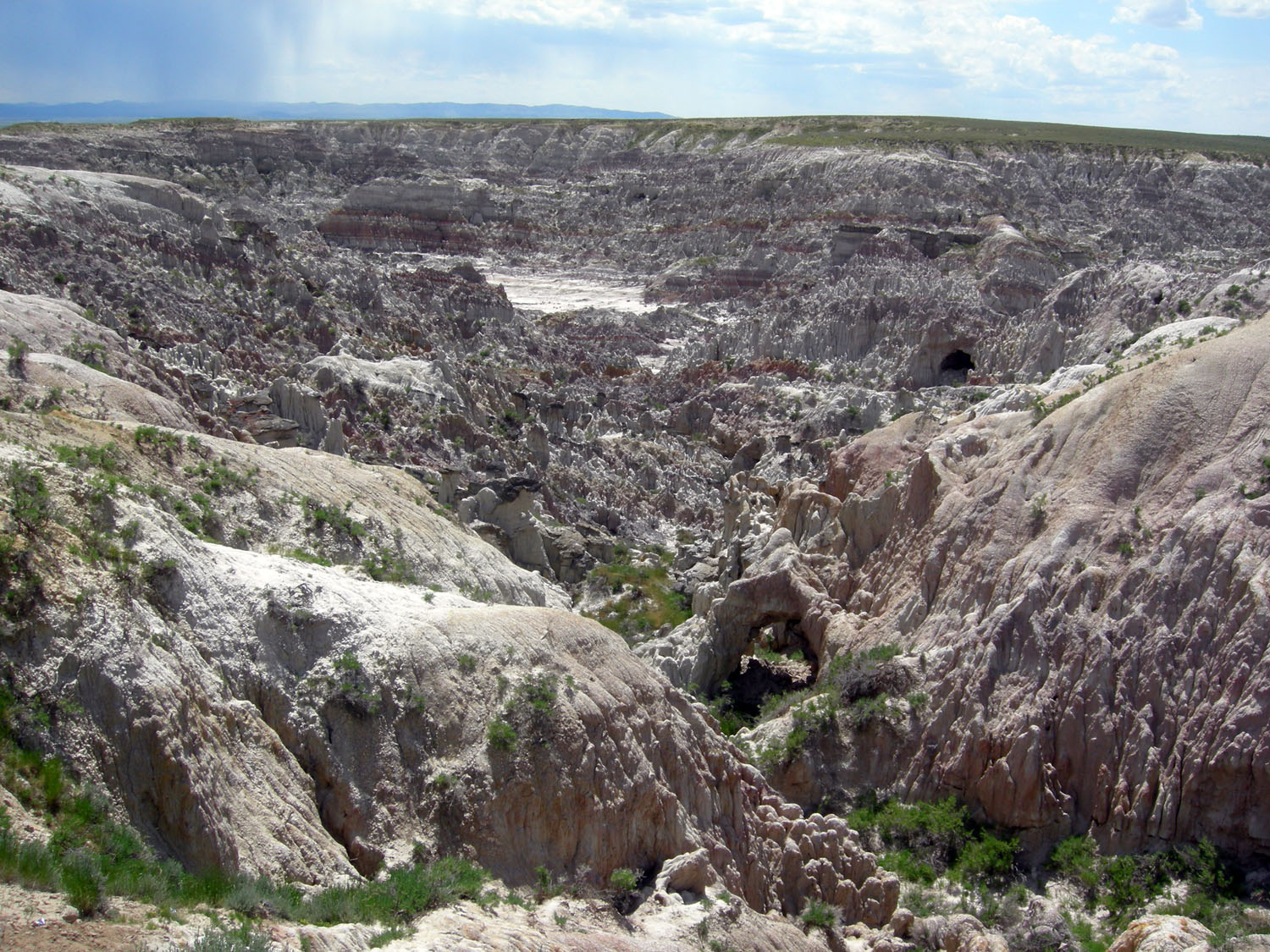
Бедленд Хеллс-Хаф-Эйкр, штат Вайоминг, США

Распространён в большинстве горно-пустынных и полупустынных районов мира. Наиболее известный бедленд расположен у восточных подножий Скалистых гор в Северной Америке (США и Канада). Охраняемые природные территории, содержащие бедленд, включают национальные парки Бэдлендс (штат Южная Дакота) и Теодор-Рузвельт (Северная Дакота), национальный памятник Динозавр (Колорадо), а также парк штата Монтана Макошика и национальную степь Оглала в штате Небраска. Известны территории в Саскачеване и Альберте в Канаде. В Новой Зеландии, на южной оконечности Северного Острова, знамениты образования Иглы Путангируа. На территории бывшего СССР бедленд встречается в пустынных предгорьях Средней Азии (например, по берегам озера Иссык-Куль), в Казахстане, в Крыму.
В Италии острогребневой рельеф с глубокими ветвистыми водомоинами в глиняном карсте называют «каланки» (итал. calanco). Синонимы: бальце (итал. balze, Бальце дель Вальдарно и другие), рипе (итал. ripe).